# Краскович
Краскович (хорв. Krasković) — населений пункт у Хорватії, у Вировитицько-Подравській жупанії у складі громади Чачинці.

## Населення
Населення за даними перепису 2011 року становило 0 осіб.
Динаміка чисельності населення поселення:

## Клімат
Середня річна температура становить 10,98 °C, середня максимальна – 25,12 °C, а середня мінімальна – -5,64 °C. Середня річна кількість опадів – 757 мм.
| Клімат поселення                              | Клімат поселення | Клімат поселення | Клімат поселення | Клімат поселення | Клімат поселення | Клімат поселення | Клімат поселення | Клімат поселення | Клімат поселення | Клімат поселення | Клімат поселення | Клімат поселення | Клімат поселення |
| Показник                                      | Січ.             | Лют.             | Бер.             | Квіт.            | Трав.            | Черв.            | Лип.             | Серп.            | Вер.             | Жовт.            | Лист.            | Груд.            |                  |
| Середній максимум, °C                         | 6,44             | 8,28             | 12,81            | 17,00            | 21,96            | 25,12            | 24,51            | 23,92            | 19,98            | 14,94            | 9,25             | 5,13             |                  |
| Середня температура, °C                       | 0,40             | 2,26             | 6,78             | 10,99            | 15,94            | 19,09            | 20,94            | 20,36            | 16,44            | 11,39            | 5,70             | 1,58             |                  |
| Середній мінімум, °C                          | −5,64            | −3,78            | 0,76             | 4,94             | 9,89             | 13,06            | 17,38            | 16,80            | 12,88            | 7,84             | 2,14             | −1,99            |                  |
| Норма опадів, мм                              | 46               | 43               | 47               | 59               | 72               | 93               | 69               | 71               | 59               | 65               | 75               | 58               |                  |
| Середньомісячна швидкість вітру, м/с          | 2.14             | 2.40             | 2.70             | 2.60             | 2.30             | 2.12             | 2.10             | 1.90             | 1.92             | 1.97             | 2.11             | 2.20             |                  |
| Середньомісячна сонячна радіація, кДж/м²·день | 4153             | 6900             | 10797            | 15271            | 19298            | 21383            | 22282            | 20030            | 14833            | 9193             | 4720             | 3534             |                  |
| --------------------------------------------- | ---------------- | ---------------- | ---------------- | ---------------- | ---------------- | ---------------- | ---------------- | ---------------- | ---------------- | ---------------- | ---------------- | ---------------- | ---------------- |
| Джерело:                                      |                  |                  |                  |                  |                  |                  |                  |                  |                  |                  |                  |                  |                  |